# Chicago Divinity School
The University of Chicago Divinity School este o instituție de educație superioară a Universității din Chicago dedicată instruirii profesionale a specialiștilor în studii religioase. Formată sub patronaj baptist, școala nu are în prezent nicio afiliere religioasă.
Ea este clasată pe locul 1 în domeniul studiilor religioase potrivit măsurătorii calității academice a programelor de doctorat în studii religioase realizate de  National Research Council.
Activitatea academică a Școlii este realizată de trei comitete, fiecare dintre ele împărțite în domenii de studii. Studenții la doctorat își concentrează activitatea în una din cele unsprezece domenii de studii. Studenții diverselor programe de masterat combină studiul acestor domenii cu alte cursuri specifice.

## Istoric
Distins semitolog și un membru al clerului baptist, primul președinte al Universității din Chicago William Rainey Harper credea că o universitate ar trebui să se ocupe și cu studiul academic al religiei pentru a pregăti specialiști care să lucreze ca profesori și ca membri ai clerului. El a înființat un seminar academic sub auspiciile Uniunii Teologice Baptiste.
Divinity School este situată în Swift Hall, în principalul patrulater al campusului Universității și în imediata apropiere a secțiilor de studii interdisciplinare umaniste și sociale.

## Titluri academice
Universitatea din Chicago Divinity School acordă titluri de Doctor of Philosophy (Ph.D.), Master of Divinity (M.Div.), Master of Arts (M.A.) și Master of Arts in Religious Studies (A.M.R.S.). Ea oferă mai multe programe ce acordă două titluri, în colaborare cu alte școli ale Universității din Chicago.

## Curriculum
Candidații la doctorat au la dispoziție 11 domenii academice:
- Antropologia și sociologia religiei
- Biblia
- Istoria creștinismului
- Istoria iudaismului
- Istoria religiilor
- Studii islamice
- Filosofia religiei
- Religie, literatură și cultură vizuală
- Religia în America
- Etică religioasă
- Teologie

Facultatea este organizată în trei comitete de studii:
Comitetul pentru religie și științe umane
- Istoria religiilor
- Antropologia și sociologia religiei
- Religie, literatură și cultură vizuală

Comisia de studii istorice referitoare la religie
- Istoria iudaismului
- Istoria creștinismului
- Studii biblice

Comitetul de studii constructive referitoare la religie
- Filosofia religiei
- Etică religioasă
- Teologie

## Programe de cercetare

### The Martin Marty Center for the Advanced Study of Religion
Cel care a avut ideea înființării unui institut pentru studii avansate a religiei la Universitatea din Chicago a fost profesorul Joseph M. Kitagawa, decan al Divinity School din 1970 până în 1980. Martin E. Marty, istoric al creștinismului modern, a lucrat îndeaproape cu decanul Kitagawa pentru a stabili obiectivele și modul de organizare a institutului pentru a respecta misiunea generală de cercetare. The Institute for the Advanced Study of Religion a fost înființat oficial în octombrie 1979, cu profesorul Marty ca prim director. Ulterior funcția de director a mai fost îndeplinită de: Bernard McGinn (1983-1992), istoric al creștinismului medieval; Frank Reynolds (1992-2000), istoric al religiilor specializat în studii budiste; W. Clark Gilpin (2001-2004), istoric al creștinismului american; Wendy Doniger (2004-2007), istoric al religiilor specializat în mitologie și în hinduism; și William Schweiker, specialist în etica teologică. În 1998 Institute for the Advanced Study of Religion a fost redenumit Martin Marty Center pentru a-l onora pe directorul său fondator pentru activitatea desfășurată în calitate de istoric, autor și comentator în domeniul religiei.

### Programul de studii budiste
Mai mulți profesori ai Divinity School și ai departamentelor de limbi și civilizație din Asia de Sus (SALC), de limbi și civilizație din Asia de Est (EALC), de istorie și de istoria artei participă la un program interdisciplinar de studiere a tradițiilor budiste. Programul sponsorizează ateliere de lucru și seminarii pe parcursul întregului an academic. Printre profesorii care țin cursuri se numără Daniel A. Arnold, Steven Collins, Paul Copp, Matthew Kapstein, James Ketelaar, Gary A. Tubb și Christian K. Wedemeyer.

## Profesori notabili
- Daniel A. Arnold, specialist în filosofia comparată a religiei
- Hans Dieter Betz, profesor emerit, specialist în Noul Testament
- Anne Carr, teolog feminist
- Arnold Davidson, filozof și specialist în opera lui Michel Foucault
- Wendy Doniger, specialistă în hinduism și în mitologia comparată
- Mircea Eliade, specialist în religii comparate
- Jean Bethke Elshtain, filozof politic și eticist
- Michael Fishbane, specialist în limbi semitice, studii biblice și iudaism
- Franklin I. Gamwell, profesor emerit, specialist în etică și teorie politică
- Dwight N. Hopkins, teolog constructivist
- Matei Kapstein, specialist în religiile tibetane și în filozofia budistă
- Hans-Josef Klauck, profesor emerit, specialist în Noul Testament
- Bruce Lincoln, profesor emerit, istoric al religiilor și indo-europenist
- Jean-Luc Marion, fenomenolog și teolog
- Martin E. Marty, profesor emerit, specialist în religia în America
- Bernard McGinn, profesor emerit, specialist în misticismul medieval
- Paul Mendes-Flohr, specialist în istoria gândirii iudaice moderne
- Margaret M. Mitchell, fost decan (2010-2015), specialistă în creștinismul timpuriu
- David Nirenberg, decan,[3] istoric al religiilor
- Martha C. Nussbaum, profesor asociat; filozof
- Frank E. Reynolds, profesor emerit, specialist în istoria religiilor și studii budiste
- Paul Ricoeur, filosof
- Martin Riesebrodt, sociolog german și specializat în opera lui Max Weber
- William Schweiker, specialist în etica teologică
- Michael Sells, specialist în studii islamice și în Coran
- Jonathan Z. Smith, profesor emerit, influent istoric al religiilor
- Kathryn Tanner, teolog
- Paul Tillich, teolog
- Emilie Townes, specialistă în etica socială creștină
- David Tracy, profesor emerit, specialist în teologie catolică
- Christian K. Wedemeyer, istoric al religiilor, specialist în religiile budistă tibetană și hinduistă
- Laurie Zoloth, fost decan (2017-2018), specialistă în bioetică și studii iudaice

## Publicații
Universitatea sau profesorii ei au editat mai multe publicații:
- History of Religions (revistă academică)
- The Journal of Religion (revistă științifică, fondată în 1882)
- Ethics (fondată în 1890, nu mai este publicată în prezent)
- Criterion (fondată în 1961 de către decanul Jerald Brauer, publicată de două ori pe an).
- Circa (fondată în 1992 ca buletin informatic al decanului; este publicat toamna și primăvara)

## Legături externe
- Site-ul oficial